# 鍾馗捉鬼
《鍾馗捉鬼》是香港亞洲電視製作的電視劇，由譚新源監製，共20集。本劇首播於1988年3月，由羅樂林、蔡倩兒、李文彪、楊嘉諾主演。
本劇以中國民間傳說中驅魔真君鍾馗嫁妹的故事改編，講述鍾馗被天帝封其為斬妖除魔聖君後還陽，撮合其妹鍾靈與好友杜平的姻緣的故事。

## 主要演員
- 羅樂林 飾 鍾馗
- 蔡倩兒 飾 鍾靈
- 李文彪 飾 杜平
- 楊嘉諾 飾 屠秦
- 吳紫研 飾 紫花
- 馬麗莉 飾 紫雲
- 湯錦棠 飾 火魔
- 梁錦燊 飾 水魔
- 高雄 飾 石魔
- 張鴻昌 飾 靈蛇
- 司馬華龍 飾 南極仙翁
- 鄭雷 飾 奪魄
- 劉素芳 飾 招魂
- 蔡國慶 飾 北斗星君